# Siparuna cervicornis
Siparuna cervicornis är en tvåhjärtbladig växtart som beskrevs av Janet Russell Perkins. Siparuna cervicornis ingår i släktet Siparuna och familjen Siparunaceae. Inga underarter finns listade i Catalogue of Life.